# Zsolt Visy

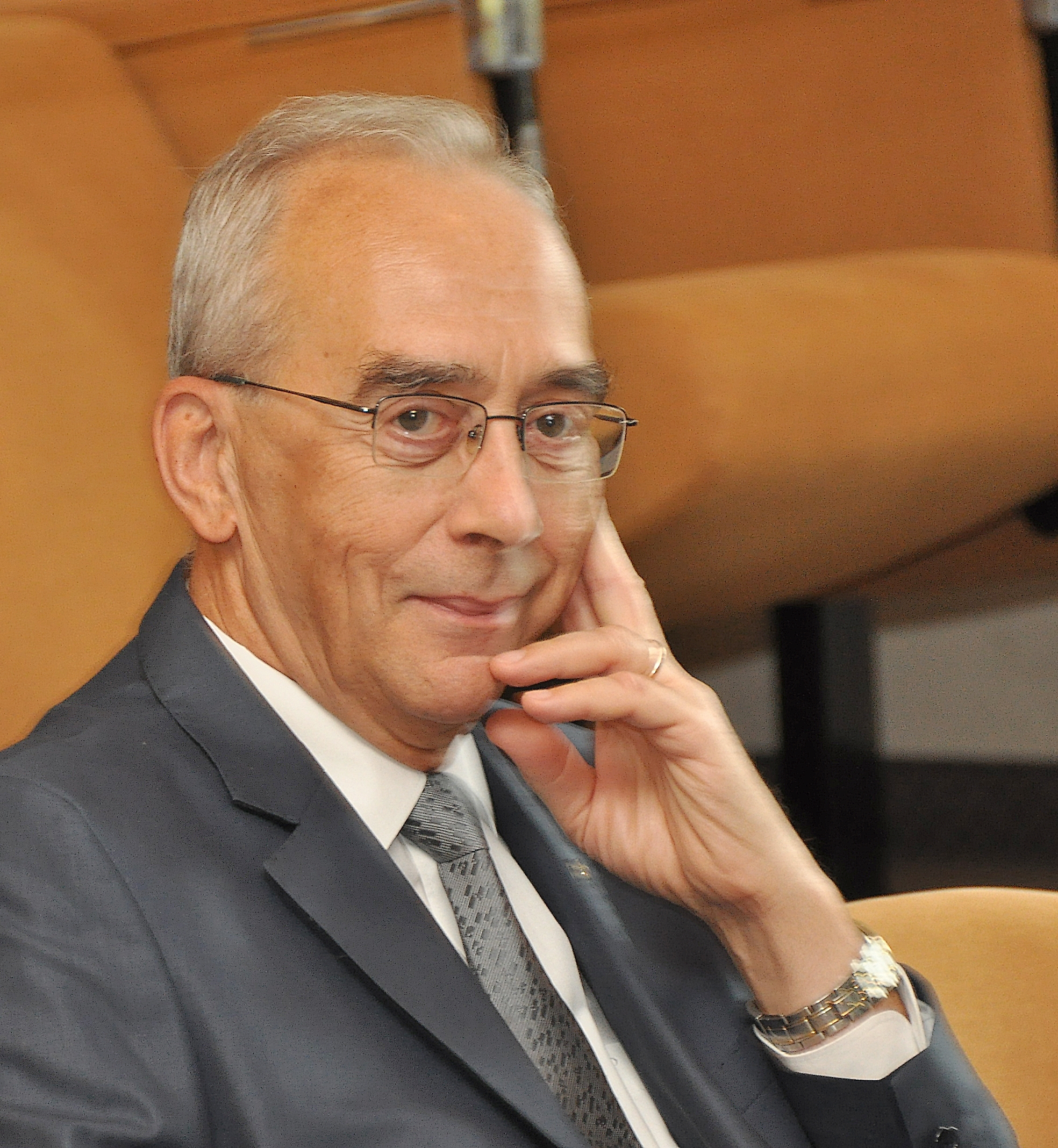
Zsolt Visy (2013)

Zsolt Visy (* 23. Mai 1944 in Szeged, Komitat Csongrád, Ungarn) ist ein ungarischer Provinzialrömischer Archäologe. Er war 1998 bis 2000 stellvertretender Staatssekretär im Ministerium für Nationales Kulturerbe, Budapest.

## Leben
Visy besuchte das Radnóti-Miklós-Gymnasium in seiner Geburtsstadt Szeged und begann sein Studium 1962 an der Philosophischen Fakultät der Eötvös-Loránd-Universität (ELTE) in Budapest. 1967 absolvierte Visy dort sein Diplom im Fachbereich Archäologie–Latein und promovierte 1977 mit einer Abhandlung zu den Donauprovinzen während der Ära Domitians (Universitätsdoktorat). 1995 wurde er nach seiner Dissertation über typologische und historische Studien zum römischen Kutschwesen Kandidat der historischen Studien (történelemtudomány kandidátusa). Mit seiner anschließenden Arbeit über den pannonischen Limes in Ungarn erhielt er 1998 seine Habilitierung an der ELTE und 2002 die Promotion als Historiker der Ungarischen Akademie der Wissenschaften (MTA).
Visy arbeitete von 1967 bis 1983 als leitender Museumswissenschaftler des Intercisa-Museums in Dunaújváros und ist seit 1984 an der Universität Pécs beschäftigt, zunächst als Hochschullehrer (Assistenzprofessor) und von 1995 bis 1998 als Assoziierter Professor, zwischen 1996 und 1998 war er auch Dekan seiner Universität. Von 1998 bis 2000 bekleidete er als stellvertretender Staatssekretär im ungarischen Ministerium für Nationales Kulturerbe ein politisches Amt. In dieser Zeit war er an den komplexen Verhandlungen zur Aussöhnung und Einrichtung des österreichischen Versöhnungsfonds beteiligt. Dieser Fonds unterstützt unter anderem die während der NS-Diktatur nach Österreich verschleppten ungarischen Zwangsarbeiter. 2003 kehrte Visy an die Universität Pécs zurück und wirkt dort seither am Lehrstuhl für Alte Geschichte und Archäologie als Leiter des archäologischen Seminars. 2008 richtete er an der Universität Pécs das Aufbaustudium eines Kulturerbe-Verwalters ein.
Zsolt Visy gilt als einer der international renommiertesten Kenner auf dem Bereich der pannonischen Limesforschung. Daneben hat er sich unter anderem auf die Gebiete der römischen Badekultur, der Romanisierung, der Daker, der Luftbildarchäologie und des Denkmalschutzes konzentriert.

## Mitgliedschaften
Er ist unter anderem seit 1963 Mitglied der Ungarischen Gesellschaft für Archäologie und Kunstgeschichte (Magyar Régészeti és Művészettörténeti Társaság), Mitglied im Verein von Altertumsfreunden im Rheinlande, Vorsitzender des ungarischen Welterbekomitees (1998–2000), korrespondierendes Mitglied des Deutschen Archäologischen Instituts (seit 2002), ordentliches Mitglied der Society of Antiquaries of London (seit 2006), Gründungsmitglied und Präsident der Ungarischen Limeskommission (seit 2008), Mitglied im Verein zur Förderung der Christliche Archäologie Österreichs, Vizepräsident im Internationalen Rat für Denkmalpflege (ICOMOS) sowie Präsident im Sachverständigenausschuss für Kultur der Ungarischen UNESCO-Kommission (seit 2012). In der Ungarischen Gesellschaft für Altertumskunde (Ókortudományi Társaság) wurde er 1963 Mitglied, war dort von 1997 bis 2003 stellvertretender Vorsitzender und von 2003 bis 2006 Generalsekretär. Visy ist korrespondierendes Mitglied des Deutschen Archäologischen Instituts (DAI).

## Ausgrabungen (Auswahl)
Visy war auch an nationalen und internationalen Ausgrabungen beteiligt.
- 1967–1981: Limeskastell Intercisa (Dunapentele, Ungarn)
- 1981–1983: römische Thermen Weißenburg (Deutschland)
- 1972; 1987–1990: Limeskastell Lussonium, (Dunakömlőd, Ungarn)
- 1996–1998: römische Villa Babarc (Ungarn)
- 2001–2002: römische Bäder und Ruinen sowie das Kloster in Zülpich (Deutschland)
- 2005–2006: frühchristlichen Friedhof von Pécs (Ungarn)

## Auszeichnungen
Im Jahr 2011 erhielt Visy die Ernennung zum Offizier des Ungarischen Verdienstordens.

## Schriften (Auswahl)
Ein vollständiges Schriftenverzeichnis findet sich in Zsolt Visy: Morsa Archaeologica et Historica. Selected Papers / Tanulmánykötet. Rippl-Rónai Múzeum/GeniaNet, Kaposvár/Pécs 2022, ISBN 978-615-568705-1, S. 293–304.

### Monographien
- Intercisa. Dunaújváros in der Römerzeit. Corvina Verlag, Budapest 1977. ISBN 3-87680-753-0
- mit Harald Koschik: Thermae maiores Biriciana. Weißenburg in Bayern. Ausgrabung – Konservierung – Restaurierung. Budapest 1984.
- Der pannonische Limes in Ungarn. Konrad Theiss, Stuttgart 1988, ISBN 3-8062-0488-8.
- mit Harald Koschik: Die Großen Thermen von Weißenburg i. Bay. Großer Ausstellungsführer 5, Prähistorische Staatssammlung, Museum für Vor- und Frühgeschichte München, Verlag Philipp von Zabern, Mainz 1992
- Die Wagendarstellungen der Pannonischen Grabsteine. Verlag JPTE TK, Pécs 1997, ISBN 9636414564
- The ripa Pannonica in Hungary. Akadémiai Kiadó, Budapest 2003. ISBN 9630579804 (in englischer Sprache)
- (Hrsg.): Limes XIX. Proceedings of the XIXth International Congress of Roman Frontier Studies held in Pécs, Hungary, September 2003. Universität Pécs, Pécs 2005, ISBN 963-642-053-X.
- mit Ferenc Fazekas, Thomas S. Burns, Helmut Bender (Hrsg.): Die römische Siedlung bei Babarc, Komitat Baranya, Ungarn. Die Prospektionsarbeiten in den Jahren 1988–1991 und die Ausgrabungen der Jahre 1996–1999. Verlag Marie Leidorf, Rahden 2007. ISBN 978-3-89646-179-7.
- mit Zsolt Mráv (Hrsg.): A Seuso-kincs és Pannónia. Magyarországi tanulmányok a Seuso-kincsről / The Sevso treasure and Pannonia: scientific contributions to the Sevso treasure from Hungary. Band 1, Pécs 2012, ISBN 978-963-89394-4-9.

### Aufsätze
- Angaben zur Geschichte der ungarischen Tiefebene im augusteischen Zeitalter. In: Neuere Ergebnisse der Ur- und Frühgeschichtsforschung der Mitteldonauländischen Tiefebene. Archäologische Konferenz, Szeged, 1969. Szeged 1971.
- Intercisa – ein römisches Grenzkastell am pannonischen Limes. In: Das Altertum 24, 1978, S. 106–111.
- Die Baugeschichte des Auxiliarkastells von Intercisa. (mit Barnabás Lőrincz). In: Roman Frontier Studies 1979. Papers presented to the 12th International Congress of Roman Frontier Studies. Oxford 1980. S. 681–701.
- Zur Ergänzung und Datierung von neuen Militärdiplomen aus Obermösien. (mit Barnabás Lörincz). In: Zeitschrift für Papyrologie und Epigraphik 42, 1981, S. 273–278.
- Római fürdő és helyreállítása Weißenburgban. In: Műemlékvédelem 27, 1983, S. 201–213. * A Weißenburgban föltárt római fürdő restaurálásának tapasztalatai. In: Múzeumi Műtárgyvédelem 13, 1984, S. 47–74. (ungarisch)
- Römische Thermen von Weißenburg in Bayern. In: Konservierte Geschichte? Antike Bauten und ihre Erhaltung. Konrad Theiss Verlag, Stuttgart 1985. ISBN 3-8062-0450-0. S. 153–163
- Die kryptotopographische Truppenaufzählung in den Auxiliardiplomen von Pannonien. In: Heer und Integrationspolitik. Die römischen Militärdiplome als historische Quelle. Passauer historische Forschungen, 2. Böhlau Verlag Köln-Wien 1986. ISBN 3-412-06686-9. S. 482–517.
- Bemerkungen zu einer neuen Civitasurkunde aus dem Jahre 97. (mit Barnabás Lörincz). In: Zeitschrift für Papyrologie und Epigraphik 63, 1986, S. 241–249.
- Neue Forschungen im Auxiliarkastell von Intercisa. (mit Barnabás Lörincz und Klára Szabó). In: Studien zu den Militärgrenzen Roms III. Vorträge des 13. Internationalen Limeskongresses, Aalen 1983. Konrad Theiss Verlag. Stuttgart 1986. ISBN 3-8062-0776-3. S. 362–368.
- Der pannonische Limes in Ungarn. Konrad Theiss Verlag, Stuttgart 1987, ISBN 3-8062-0488-8
- Neue Forschungen im Auxiliarkastell von Intercisa. In: Studien zu den Militärgrenzen Roms III. 13. Internationaler Limeskongreß Aalen 1983. Konrad Theiss Verlag, Stuttgart 1986, ISBN 3-8062-0776-3. S. 362–368.
- Die Hilfstruppen der Provinz Pannonia Superior unter Trajan. (mit Barnabás Lörincz). In: ActaArchHung 39, 1987, S. 337–345.
- Instrumenta inscripta latina. Das römische Leben im Spiegel der Kleininschriften. Ausstellungskatalog (mit Manfred Hainzmann u. a.). Pécs 1991, ISBN 9636412820
- Die ländliche Besiedlung und Landwirtschaft in Niederpannonien. In: Ländliche Besiedlung und Landwirtschaft in den Rhein-Donau-Provinzen des Römischen Reiches. Vorträge eines internationalen Kolloquiums vom 16.–21. April 1991 in Passau. Verlag Marie Leidorf. Rahden 1994. ISBN 3-924734-19-4. S. 143ff
- Eiserne Schnellwage. In: Der römische Tempelschatz von Weißenburg in Bayern. Prähistorische Staatssammlung München. Verlag Philipp von Zabern. Mainz 1993. ISBN 3-8053-1513-9. S. 128
- Römische und byzantinische Schnellwaagen aus der Türkei. In: Akten der 10. Internationalen Tagung über antike Bronzen Landesdenkmalamt Baden-Württemberg. Konrad Theiss Verlag. Stuttgart 1994. ISBN 3-8062-1076-4. S. 435
- Chancen der archäologischen Denkmalpflege in Ungarn. In: Aspekte europäischer Bodendenkmalpflege. Rheinisches Amt für Bodendenkmalpflege. Rheinland-Verlag, Köln 1994. ISBN 3-7927-1436-1
- Bemerkungen zur Dislokation der Auxiliartruppen von Raetien. In: Römische Inschriften: Neufunde, Neulesungen und Neuinterpretationen. Festschrift für Hans Lieb zum 65. Geburtstag dargebracht von seinen Freunden und Kollegen. Friedrich Reinhardt Verlag, Basel 1995. ISBN 3-7245-0893-X. S. 133.
- Zur römischen Geschichte Pannoniens/Historischer Überblick. In: Von Augustus bis Attila, Leben am ungarischen Donaulimes. Reihe Schriften des Limesmuseums Aalen. Konrad Theiss Verlag, Stuttgart 2000, ISBN 3-8062-1541-3
- Ungarisches Know-How für römische Ruinen in Bayern. In: Archäologie und Marketing. Beiträge zum 3. Cambodunum-Symposion; 9. und 10. Oktober 1998. Kempten 2001, ISBN 3-88019-029-1. S. 106–109.
- Bayern und Ungarn. Tausend Jahre Beziehungen. In: Bayern – Ungarn. Tausend Jahre. Vorträge der Tagung Bayern und Ungarn im Mittelalter und in der frühen Neuzeit in Passau, 15. bis 18. Oktober 2000 zur Bayerischen Landesausstellung 2001. Pustet-Verlag Regensburg 2001. ISBN 3-7917-1753-7
- Zülpich-Mühlenberg. Römische Thermen und Benediktinerpropstei. Ausgrabungen 2001. In: Archäologie im Rheinland 2001. Konrad Theiss Verlag, Stuttgart 2002. ISBN 3-8062-1751-3. S. 57–59.
- Zur Frage der antiken Kenntnisse über die Donau und die Hercynia silva. In: Ad fontes! – Festschrift für Gerhard Dobesch zu seinem 65. Geburtstag. Phoibos Verlag. Wien 2004. ISBN 978-3-200-00193-0
- Neuere Untersuchungen von Hilfstruppen römischer Auxiliardiplome. In: Militärdiplome. Die Forschungsbeiträge der Berner Gespräche von 2004. Franz Steiner Verlag, Stuttgart 2007. ISBN 3-515-09144-0. S. 247–265
- Die Grenze in Ungarn. In: Grenzen des Römischen Imperiums. Verlag Philipp von Zabern, Mainz 2006, ISBN 3-8053-3429-X. S. 147ff.
- Die Wasserversorgung und die Wasserentsorgung in Intercisa. In: Dacia Felix. Studia Michaeli Barbulescu oblate. Klausenburg 2007. S. 575–584.
- Wagen und Wagenteile. In: Ernst Künzl (Hrsg.): Die Alamannenbeute aus dem Rhein bei Neupotz: Plünderungsgut aus dem römischen Gallien, 2. Auflage, Römisch-Germanisches Zentralmuseum. Mainz 2009, ISBN 3-88467-122-7.
- Archäologische Forschungen an der östlichen Grenze von Dacia superior. In: Szilvia Bíró (Hrsg.): Studia officina … Studia in honorem Dénes Gabler. Mursella, Győr 2009. S. 587ff.